# Diocesi di Bà Rịa
La diocesi di Bà Rịa (in latino Dioecesis Barianensis) è una sede della Chiesa cattolica in Vietnam suffraganea dell'arcidiocesi di Hô Chí Minh. Nel 2022 contava 285.931 battezzati su 1.148.313 abitanti. È retta dal vescovo Emmanuel Nguyễn Hồng Sơn.

## Territorio
La diocesi comprende la provincia vietnamita di Bà Rịa-Vũng Tàu.
Sede vescovile è la città di Bà Rịa, dove si trova la cattedrale dei Santi Filippo e Giacomo.
Il territorio si estende su 1.989 km² ed è suddiviso in 87 parrocchie.

## Storia
La diocesi è stata eretta il 22 novembre 2005 con la bolla Ad aptius consulendum di papa Benedetto XVI, ricavandone il territorio dalla diocesi di Xuân Lôc.

## Cronotassi dei vescovi
Si omettono i periodi di sede vacante non superiori ai 2 anni o non storicamente accertati.
- Thomas Nguyễn Văn Trâm (22 novembre 2005 - 6 maggio 2017 ritirato)
- Emmanuel Nguyễn Hồng Sơn, succeduto il 6 maggio 2017

## Statistiche
La diocesi nel 2022 su una popolazione di 1.148.313 persone contava 285.931 battezzati, corrispondenti al 24,9% del totale.
| anno | popolazione | popolazione | popolazione | presbiteri | presbiteri | presbiteri | presbiteri                | diaconi | religiosi | religiosi | parrocchie |
| anno | battezzati  | totale      | %           | numero     | secolari   | regolari   | battezzati per presbitero | diaconi | uomini    | donne     | parrocchie |
| ---- | ----------- | ----------- | ----------- | ---------- | ---------- | ---------- | ------------------------- | ------- | --------- | --------- | ---------- |
| 2005 | 224.474     | 908.622     | 24,7        | 91         | 56         | 35         | 2.466                     |         | 192       | 406       | 78         |
| 2006 | 226.600     | 919.000     | 24,7        | 115        | 66         | 49         | 1.970                     |         | 141       | 421       | 79         |
| 2012 | 247.252     | 1.011.971   | 24,4        | 145        | 85         | 60         | 1.705                     |         | 240       | 557       | 79         |
| 2015 | 257.075     | 1.052.839   | 24,4        | 179        | 107        | 72         | 1.436                     |         | 298       | 597       | 84         |
| 2018 | 265.040     | 1.162.325   | 22,8        | 215        | 115        | 100        | 1.232                     |         | 368       | 646       | 86         |
| 2020 | 277.161     | 1.148.313   | 24,1        | 203        | 124        | 79         | 1.365                     |         | 434       | 1.007     | 87         |
| 2022 | 285.931     | 1.148.313   | 24,9        | 228        | 142        | 86         | 1.254                     |         | 481       | 707       | 87         |